# Avro 501
Les Avro Type H, Type 501, et Type 503 étaient une famille d'anciens hydravions militaires britanniques. Il s'agissait d'un développement de la conception de l'Avro 500, conçu à l'origine comme étant amphibie, le prototype étant équipé d'un seul grand flotteur principal (équipé de roues) sous le fuselage, et de deux flotteurs de stabilisateurs sous les ailes. 

## Design et développement
Des essais ont été effectués sur le lac Windermere en janvier 1913. Plus tard, il a été converti en configuration à deux flotteurs et acheté par l'Amirauté britannique. Il s'est toutefois avérée trop lourd et a été converti à nouveau - cette fois en avion terrestre.
Une version améliorée, la 503, a été présentée à l'inspecteur de l'aviation navale, qui a passé une commande de trois machines. Le prototype lui-même a été présenté à la marine impériale allemande lors de ses essais d'hydravions en juin 1913 et a été acheté par le gouvernement de l'Empire allemand à des fins d'évaluation. Cette machine devint par la suite le premier avion à traverser la mer du Nord, de Wilhelmshaven à Heligoland, en septembre 1913. Gotha acheta une licence à Avro et produisit le type WD.1 (Wasser Doppeldecker - "Water Biplane"). Albatros, AGO, Friedrichshafen ont également construit des copies sans licence. Quelques WD.1 ont été fournis à l'Empire ottoman après leur retrait du service naval allemand.

## Utilisateurs
Empire allemand
- Kaiserliche Marine - un appareil.

 Royaume-Uni
- Royal Naval Air Service

 Turquie
- Ottoman Air Force (en)

## Spécifications (hydravion 501)
Données provenant de Avro Aircraft since 1908.

### Caractéristiques générales
- Équipage : un pilote
- Capacité : un observateur ou un passager
- Longueur : 33 ft 0 in (10,06 m)
- Envergure : 47 ft 6 in (14,48 m)
- Hauteur : 12 ft 6 in (3,81 m)
- Surface alaire : 478 ft2 (44,4 m2)
- Masse à vide : 1 740 lb (789 kg)
- Masse maximale : 2 700 lb (1 225 kg)
- Motorisation : 1 × Gnome Omega Omega moteur à pistons rotatifs à deux rangées de 14 cylindres refroidi par air, 100 cv (75 kW)

### Performance
- Vitesse maximale : 89 km/h